# Odsherred Brandmuseum
Odsherred Brandmuseum er et museum i Asnæs i Odsherred på Sjælland, der udstiller effekter med relation til brandvæsen og brandslukning. Museet råder over 30 historiske brandbiler og forskellig brandudstyr. En af de ældste genstande er en hestetrukken brandsprøjte fra 1864.
En af de ældste brandbiler er en Mercedes fra 1930 som har kørt hos Københavns Brandvæsen.
Museet har åbent alle Lørdage fra uge 7 til 42 fra kl 13:00 - 1700. Yderligere har Museet åben på mange hellige og Feriedage. Der er åbent i alle dage i skolernes Vinter/Sommer/Efterårs ferie.
Museet blev grundlagt i 2006, hvor Nykøbing Brandmandsklub, Foreningen til bevarelse af gamle brandbiler i Vig og Dragsholm Brandværnsforening besluttede at skabe et fælles udstillingshus. En privatperson donerede desuden 1 mio. kr til projektet, hvor der blev opført en hal til genstandene. Museet blev indviet i oktober 2007.
En af Foreningen bag museet arrangerer også veteranbilløb kaldet Odsherred Rally, der afholdes hvert andet år.